# Ángela Álvarez
Ángela Álvarez (Cuba, 12 de junio de 1927-6 de diciembre de 2024) fue una cantautora cubana. En 2022, a los 95 años, recibió el premio Grammy Latinos de mejor artista nuevo y se convirtió en la persona más longeva en recibir este galardón.

## Biografía
Nació en Cuba en 1927, En el colegio de monjas donde estudió, comenzó a aprender a tocar la guitarra. Luego también aprendió a tocar el piano y el canto, pero su padre y su abuelo le prohibieron hacer de la música su trabajo considerándolo inapropiado para una mujer.
Se casó y tuvo cuatro hijos. Su esposo, quien trabajaba en la industria azucarera, la animó a cantar durante sus viajes juntos por distintos países como El Salvador, Guatemala y Costa Rica.
En 1962, huyendo de la Revolución cubana, envió a sus cuatro hijos a Estados Unidos a través de la operación Peter Pan organizada por Estados Unidos. Los siguió unos meses después, sin su marido (otras fuentes señalan algunos años)y se mudó a Miami, sin hablar inglés. Hizo varios trabajos, como recoger tomates o limpiar oficinas.
Continuó tocando música para ella y compuso canciones sobre su vida. En 2018 dio su primer concierto público, en el Teatro Avalon de Hollywood, con Andy García como maestro de ceremonias y acompañada, entre otros, por los músicos Ramón Stagnaro, Justo Almario, Danilo Lozano, Luis Conte, José Álvarez y Alberto Salas.
Su nieto Carlos, músico también, ofreció a su abuela grabar en un estudio de Los Ángeles. El disco Ángela Álvarez, con 15 canciones (dentro de las cincuenta grabadas con una orquesta, que incluyó a miembros del Buena Vista Social Club  y a José Álvarez, uno de sus hijos), se estrenó en 2021. El mismo año, fue estrenado un documental sobre su vida, Miss Angela, de Paul Toogood y Lloyd Stanton, también actuaría en la película El padre de la novia de Gary Alazraki.
A sus 95 años, ganó el premio Grammy Latinos de mejor artista nuevo, junto a Silvana Estrada. Ángela Álvarez es la persona más longeva en recibir este premio. Durante su discurso de premiación, enfatizó: "Nunca es tarde".

## Discografía
- 2021, Ángela Álvarez

## Filmografía
- 2021, Miss Angela, dirigida por Paul Toogood y Lloyd Stanton[6]
- 2022, Padre de la novia, dirigida por Gaz Alazraki[5]